# Turingov test
Turingov test je preizkus zmožnosti stroja izkazovati inteligentno obnašanje, ki je ekvivalentno oziroma nerazločljivo od človeškega. V originalnem ilustrativnem primeru se človeški sodnik vključi v pogovor v naravnem jeziku med človekom in strojem, ki je zasnovan tako, da se pretvarja za človeka oziroma je njegovo delovanje navzven nerazločljivo. Pogovor je omejen zgolj na besedilni komunikacijski kanal, npr. prek računalniške tipkovnice ter zaslona zato, da kakovost računalniške sinteze govora ne vpliva na rezultat. Vsi sodelujoči so fizično ločeni drug od drugega. Če se sodnik ne more z gotovostjo odločiti med človekom in računalnikom, potem je stroj prestal test. Test torej ne preizkuša zmožnosti dajanja pravilnih odgovorov, temveč v kakšni meri le-ti spominjajo na odgovore, ki bi jih dal človek.
Test je poimenovan po njegovem predlagatelju Alanu Turingu. 
Z napredkom programske in strojne opreme so se leta 2014 pojavili prvi primeri, kjer naj bi računalnik prepričal osebe, da se za odgovori skriva oseba in ne računalnik.
Primer (obratnega) Turingovega testa, ki ga srečujemo ob vsakdanji uporabi računalnika, je CAPTCHA (kratica iz angleščine, ki pomeni »Completely (popolnoma) Automated (samodejen, avtomatiziran) Public (javen) Turingov test s pomočjo katerega ločimo Computers (računalnike) in Humans (ljudi) Apart (med seboj)«). S pomočjo enostavnega testa, ki je strojno težko rešljiv, določimo ali je nek uporabnik stroj ali človek in s tem preprečimo npr. izpolnjevanje spletnih obrazcev s strani zlonamerne programske kode.